# 글로부스 항공
글로부스 항공(영어: Globus Airlines, 러시아어: Авиакомпания«Глобус»)은 러시아의 전세 항공사로 본사는 러시아 모스크바에 위치해 있으며 2007년에 설립했다. 또한 사용하고 있는 허브 공항으로 도모데도보 국제공항이 있으며 계열사는 S7 항공이 있다.

## 개요
2007년 S7 항공의 자회사이자 전세기 항공사로 설립했다. 글로부스 항공은 이전에 사용했던 투폴레프 Tu-154M로 운항하기 시작했으나 2009년에 퇴역했다. 현재 글로부스 항공은 정기적으로 러시아 국내선 노선을 운항하고 있으며 2008년 12월에 이스트라인 그룹이 S7 항공에 매각 되면서 사실상 자회사가 되었다.

## 보유 기종

### 현재 보유하고 있는 기종
- 2017년 10월 기준으로 글로부스 항공은 다음과 같은 기종을 보유하고 있으며 평균 기령은 21.7년이다.[1][2]

## 같이 보기
- S7 항공